# Chelsea (Oklahoma)
Pour les articles homonymes, voir Chelsea.
La ville américaine de Chelsea est le siège du comté de Rogers, dans l’État d’Oklahoma. Lors du recensement de 2010, sa population s'élevait à 2 136 habitants.

## Histoire
La ville a été fondée en 1870 et supposément nommée d'après un ouvrier de la St. Louis-San Francisco Railway originaire du quartier londonien de Chelsea et ayant eu soi-disant le mal du pays.

## Personnalités
- Gene Autry, le Singing Cowboy, a vécu quelque temps à Chelsea alors qu'il travaillait pour la compagnie de chemin de fer Frisco[1]

## Source
- (en) Cet article est partiellement ou en totalité issu de l’article de Wikipédia en anglais intitulé « Chelsea, Oklahoma » (voir la liste des auteurs).